# Titularbistum Montecorvino
Das Bistum Montecorvino (italienisch Diocesi di Montecorvino, lateinisch Dioecesis Montis Corbini) ist ein Titularbistum der römisch-katholischen Kirche. 
Es geht zurück auf einen antiken Bischofssitz in der Stadt Motta Montecorvino, die sich in der italienischen Region Apulien befindet. Er gehörte der Kirchenprovinz Benevento an. 
| Titularbischöfe von Montecorvino |                                                   |                                  |                   |                   |
| Nr.                              | Name                                              | Amt                              | von               | bis               |
| 1                                | Francisco Ricardo Oves Fernández                  | Weihbischof in Cienfuegos (Kuba) | 25. April 1969    | 26. Januar 1970   |
| 2                                | Antonio Ravagli                                   | Weihbischof in Florenz (Italien) | 30. April 1970    | 1982              |
| 3                                | Edward Samsel                                     | Weihbischof in Łomża (Polen)     | 17. Mai 1982      | 16. November 2000 |
| 4                                | Adolfo Tito Yllana Titularerzbischof pro hac vice | Apostolischer Nuntius            | 13. Dezember 2001 |                   |